# Кшижанув (гміна)
Гміна Кшижанув (пол. Gmina Krzyżanów) — сільська гміна у центральній Польщі. Належить до Кутновського повіту Лодзинського воєводства.
Станом на 31 грудня 2011 у гміні проживало 4420 осіб.

## Площа
Згідно з даними за 2007 рік площа гміни становила 102.98 км², у тому числі:
- орні землі: 85.00%
- ліси: 3.00%

Таким чином, площа гміни становить 11.62% площі повіту.

## Населення
Станом на 31 грудня 2011:
| Опис     | Загалом | Загалом | Чоловіки | Чоловіки | Жінки | Жінки |
| -------- | ------- | ------- | -------- | -------- | ----- | ----- |
| одиниця  | осіб    | %       | осіб     | %        | осіб  | %     |
| все      | 4420    | 100     | 2207     | 49.93    | 2213  | 50.07 |
| міське   | 0       | 100     | 0        |          | 0     |       |
| сільське | 4420    | 100     | 2207     | 49.93    | 2213  | 50.07 |

## Сусідні гміни
Гміна Кшижанув межує з такими гмінами: Бедльно, Вітоня, Ґура-Свентей-Малґожати, Кутно, Опорув, Пйонтек.